# Kleiner Engel, kleiner Teufel
Kleiner Engel, kleiner Teufel ist ein deutscher Fernsehfilm der Frühling-Filmreihe von Thomas Kronthaler, der am 15. Januar 2023 erstmals im ZDF ausgestrahlt wurde. Die Erstveröffentlichung erfolgte am 7. Januar in der Online-Mediathek des ZDF.
Die Dorfhelferin Katja Baumann, gespielt von Simone Thomalla, steht Familien in Notsituationen zur Seite. Es ist der 39. Film einer Reihe, in der es sich um die Einwohner des Ortes Frühling dreht.

## Handlung
Die 9-jährige Stella geht mit ihrem kleinen Bruder Moritz im Kinderwagen spazieren. Sie gibt Passantinnen gegenüber an, dass sie sich um Moritz kümmere, da dieser zahnen würde und die Mutter die ganze Nacht über wenig Schlaf bekam. Niemand ahnt, dass sie sich vernachlässigt fühlt und von ihrem „anstrengenden“ Bruder, der noch ein Baby ist, genervt ist. Mit Moritz entdeckt sie einen Bienenstock im Wald. Da kommt ihr die Idee, die Insekten dazu zu nutzen, an ihrem Bruder „Rache“ zu nehmen. Sie stellt den Kinderwagen mit Moritz am Bienenstock ab und bewirft diesen, um die Bienen aufzuscheuchen. Dann geht sie nach Hause und lässt Moritz bei den Bienen zurück.
Im Dorf angekommen, springt sie sichtlich fröhlich umher, als wäre die Welt in bester Ordnung, was Heidrun Niedermayer vom Café Hagen aus beobachtete. Als Stella jedoch zuhause anlangt, bricht sie wie von Geisterhand in Panik aus und erklärt ihrer Mutter, dass da auf einmal so viele Bienen waren und sie dann nur noch gerannt sei. Die Mutter muss daraufhin mit Moritz im Krankenhaus verbleiben, da dieser mehrfach gestochen worden ist.
Katja kümmert sich während der berufsbedingten Abwesenheit des Vaters, der am Gymnasium Oberstudienrat ist, um Stella und ihren großen Bruder Tommy. Stella gibt sich als braves Mädchen und gibt auch Familienfrieden und Tierliebe vor. Katja bemerkt jedoch Anzeichen dafür, dass ihr Vögel, die vor ihrem Zimmerfenster nisten, auf die Nerven gehen. Und auch um ihr Haustier, ein Schwein namens Trump, kümmert sich Stella nicht. 
Als Katja am anderen Morgen zur Familie Lamprecht kommt, entsorgt Vater Georg die Reste des heruntergefallenen Vogelnestes. Katja erfährt, dass keines der Küken den Absturz überlebt hat. Nachdem sie einen Stubenbesen in Stellas Zimmer entdeckt, hält sie es für möglich, dass Stella das Nest heruntergestoßen haben könnte.
Katja spricht im Café Hagen mehrfach mit Heidrun Niedermayer, die ihr versichert, dass Stella auf dem Rückweg vom Spaziergang ohne ihren Bruder fröhlich war und keinerlei panischen oder verstörten Eindruck hinterließ.
Als Mama Ida von Katja auf gewisse Unstimmigkeiten angesprochen wird, fühlt sich die Psychologin in ihrer Ehre gekränkt und ist sich sicher, dass Stella keinerlei Schuld trifft. Nach oberflächlicher Rücksprache mit Stella, die nicht zielführend ist, wird Katja des Hauses verwiesen.
Katja lässt die Geschichte jedoch nicht los und spricht mit Tom darüber. Der bittet Jäger Loisl, die Aufnahmen seiner Wildtierkameras auszuwerten. Am nächsten Morgen kommt Loisl sehr früh zu Tom und überbringt ihnen die Aufnahmen. 
Umgehend fährt Katja zu den Lamprechts, um Ida die Aufnahmen zu zeigen, auf denen klar zu erkennen ist, dass Stella die Bienen aufscheucht und Moritz absichtlich allein im Wald belässt.
Ida muss erkennen, ihre Tochter falsch eingeschätzt zu haben, und gesteht gegenüber Katja ein, dass diese richtig lag. Gemeinsam stellen beide fest, dass die 9-Jährige eine Therapie benötigt, deren Erfolgsaussichten jedoch durchaus positiv zu bewerten sind, da Stella noch recht jung ist.

## Nebenhandlungen
Katja übernachtete die letzten Tage bei Tom. Als sie morgens für einen Kleiderwechsel zuhause eintrifft, liegt Adrians neuer Mitbewohner Flo mit seiner Freundin Kim in ihrem Bett. Adrian scheint nur noch Party zu machen.
Nach einer weiteren Partynacht und vor einer erneuten Party entsteht bei ihm ein Sinneswandel, sodass er Flo vor die Tür setzt und sich bei Katja für das Chaos entschuldigt.
Er sprach auf der Party mit Lilly, die ihm zu einer Therapie riet, was er für sich als richtigen Schritt ansieht.
Für das Gespräch ließ Lilly Levi einfach stehen, der ihr bedeutet, dass ihre Beziehung vorbei sei, wenn sie dies täte. Nach dem Gespräch muss Lilly feststellen, dass Levi mit seiner Ex-Freundin durchbrannte.
Am nächsten Morgen berichtet Lilly Pfarrer Sonnleitner auf der Dorfhelferstation, dass sie die Beziehung mit Levi beendet habe, zumal sie bereits zuvor Zweifel daran hegte, dass Levi der „Richtige“ für sie sei.

## Rezeption

### Einschaltquoten
Bei der Free-TV-Premiere auf ZDF am 15. Januar 2023 erzielte die Folge mit 6,02 Mio. Zuschauern einen Marktanteil von 19,2 %.